# Costa Rica S.A.
Costa Rica S.A. es un documental costarricense escrito, dirigido y producido por Pablo Ortega en el año 2006, que explora con humor una serie de aspectos polémicos del Tratado de Libre Comercio entre Estados Unidos, Centroamérica y República Dominicana (CAFTA, por sus siglas en inglés), mostrando su carácter esencialmente geopolítico, antes que meramente comercial.

## Sinopsis
Entre una variada temática, destacan los subsidios estadounidenses a la agricultura, la inclusión de armas de guerra como objeto de comercio para un país sin ejército como Costa Rica, o la incorporación de los recursos del lecho marino centroamericano como parte de la definición territorial de Estados Unidos. Realizado con apenas cinco mil dólares, el trabajo se ha convertido en un emblema de los diversos grupos laborales, educativos, ecologistas e indígenas que luchan contra la ratificación de un documento que supone la destrucción de las antiguas políticas de solidaridad social de Costa Rica. Asimismo, el documental generó una gran polémica cuando cinco miembros del equipo negociador costarricense del TLC amenazaron al canal 15 universitario con demandas si no detenían su transmisión.